# Видој
Видој (перс. Viðoy) е острву у саставу Фарских Острва. Налази се у северном делу. Захвата површину од 41 km² и на њему живи око 600 становника. Највеће место је град Видарејиди. Највиши врх острва је Вилингадалсфјал са 841 m.

## Насеља
На острву Видој налазе се само два насеља:
- Видарејиди
- Хванасунд

## Галерија
- Мапа острва
- Поштанска марка
- Поглед са пучине